# Tschortomlyk
Tschortomlyk (ukrainisch Чортомлик; russisch Чертомлык Tschertomlyk) ist eine Siedlung städtischen Typs in der Ukraine mit 1345 Einwohnern (2018).

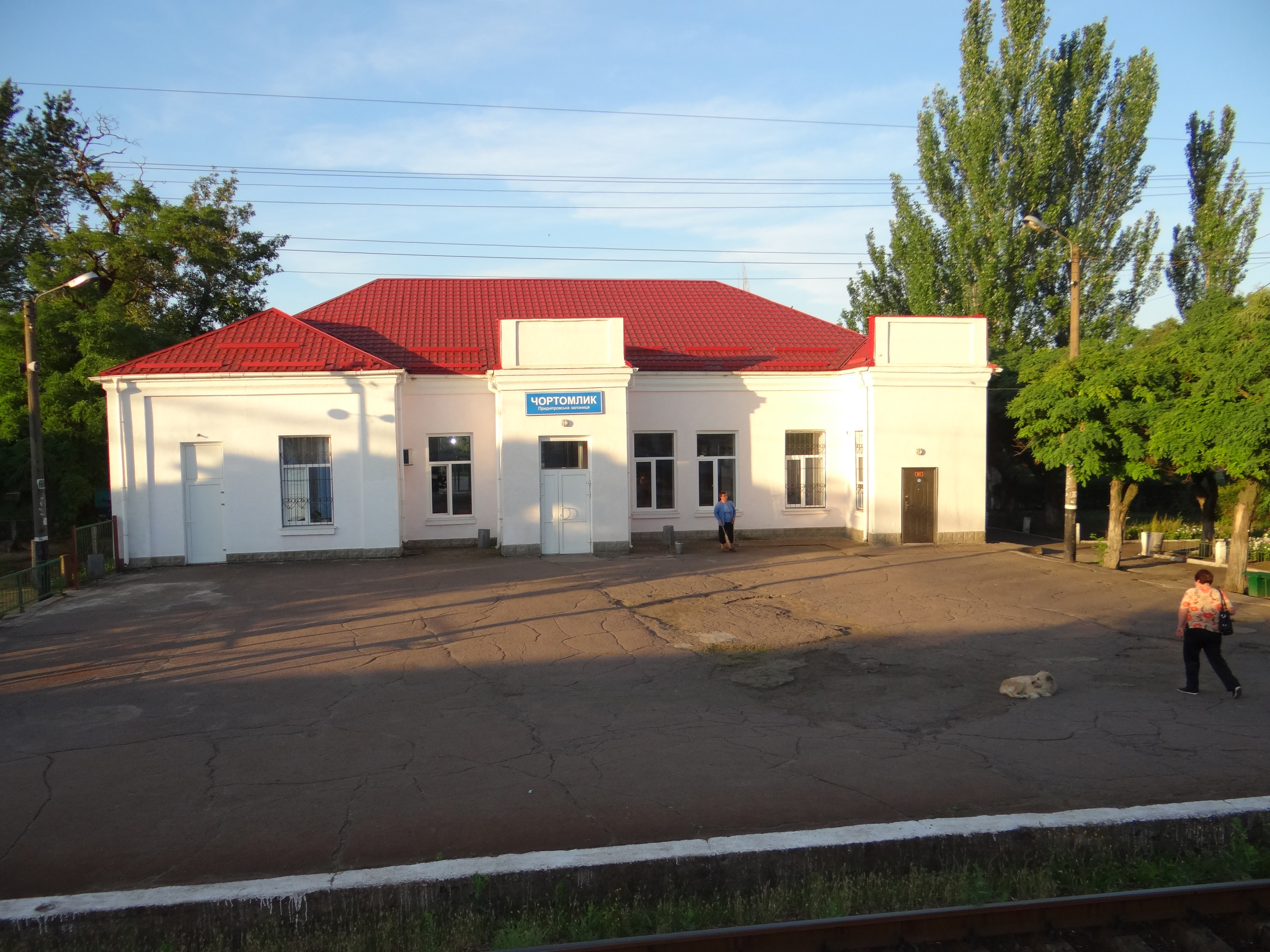
Bahnhofsgebäude im Ort

Die Siedlung befindet sich in der zentralukrainischen Oblast Dnipropetrowsk, 22 km nordwestlich von Nikopol.
Tschortomlyk entwickelte sich als Siedlung an einer Eisenbahnstation ab 1904 zu einem Ort, 1957 erhielt er dann den Status einer Siedlung städtischen Typs.
Am 23. November 2018 wurde die Siedlung ein Teil der neugegründeten Stadtgemeinde Pokrow, bis dahin war sie ein Teil der Stadtratsgemeinde Pokrow unter Oblastverwaltung im Südwesten des ihn umgebenden Rajons Nikopol.
Am 17. Juli 2020 kam es im Zuge einer großen Rajonsreform zum Anschluss des Rajonsgebietes an den Rajon Nikopol.